# 45e division d'infanterie (États-Unis)
Pour les articles homonymes, voir 45e division d’infanterie.
La 45e division d'infanterie des États-Unis (45e US DI) est une formation de la Army National Guard de l'Oklahoma qui a combattu pendant la Seconde Guerre mondiale, sous les ordres du général Troy Middleton en Afrique du Nord et surtout en Sicile, en Italie, puis en France après le débarquement de Provence puis durant la guerre de Corée.

## Entre-deux-guerres

Jusqu'au début des années 1930, le symbole de la division approuvé était un carré rouge avec une svastika jaune.

Le symbole d'origine de la division approuvé en 1924 était un carré rouge avec une svastika jaune en hommage à l'importante population amérindienne dans le sud-ouest des États-Unis, le rouge symbolisant l'héritage hispanique. Il est abandonné en 1935 en raison de son image devenue négative à la suite de l'utilisation du symbole par le parti nazi. Un nouveau symbole est approuvé en 1939, le Thunderbird (oiseau-tonnerre en français), créature légendaire issue des croyances amérindiennes.

## Seconde Guerre mondiale

### Débarquement de Sicile

#### Composition
- 157e, 179e et 180e Régiments d'infanterie,
- 158e, 160e, 171e et 189e (155 mm) Bataillons d'artillerie de campagne,
- 120e Bataillon de génie de combat,
- 45e Troupe de reconnaissance

### Débarquement de Provence
La Force Delta du général William W. Eagles, composée de la 45e division d'infanterie, débarque à Sainte-Maxime (plage de La Nartelle).
- 4 septembre 1944 : Libération de Bourg-en-Bresse

### Bataille des Vosges
- 13 septembre 1944 : Libération de Villersexel[2].
- 30 septembre au 2 octobre 1944 : Libération de Fremifontaine.
- 29 avril 1945 : Elle est la première unité allié à pénétrer dans le camp de concentration de Dachau.

## Monuments et plaques commémoratives

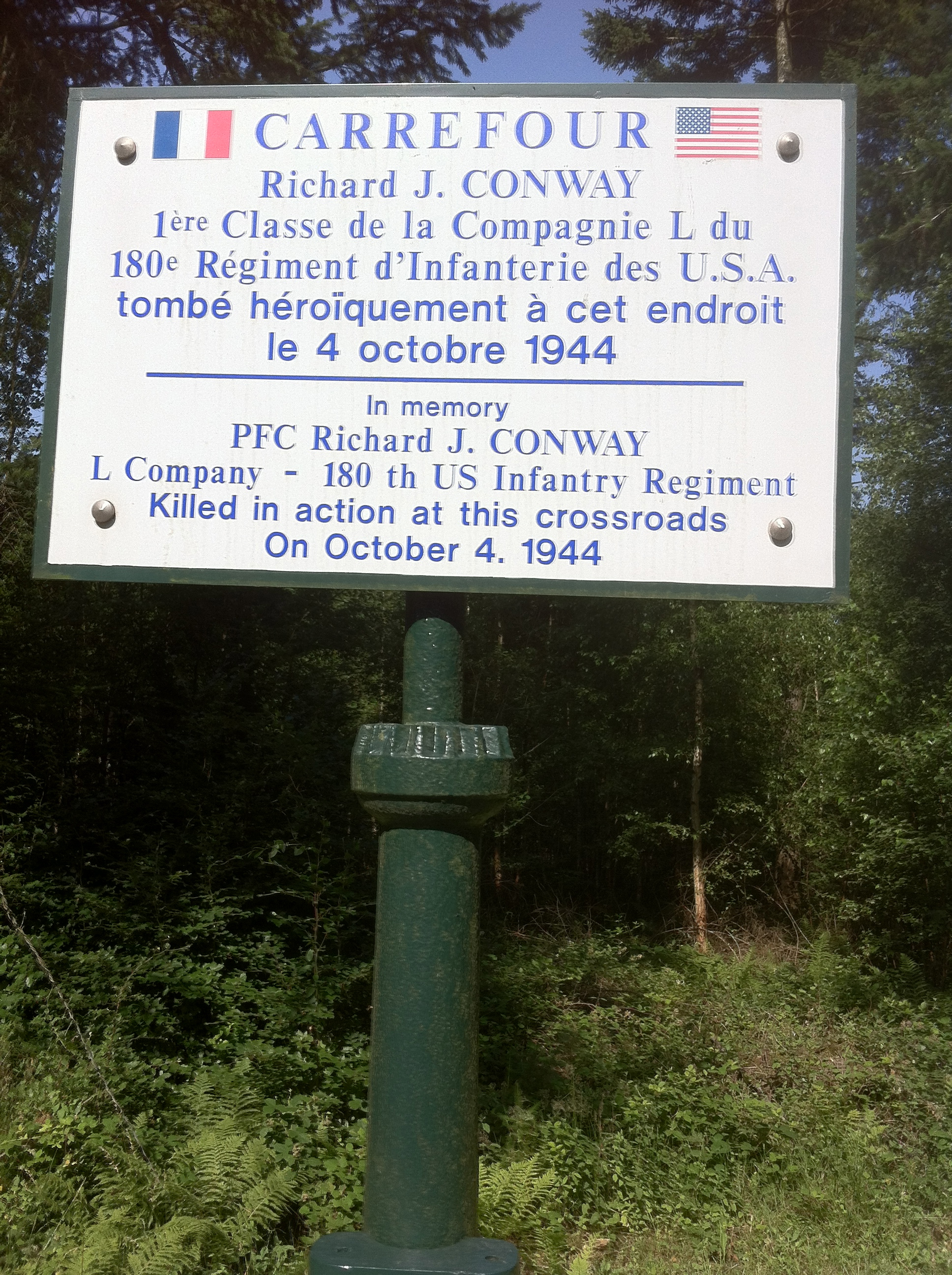
Carrefour Richard J.CONWAY à Fremifontaine
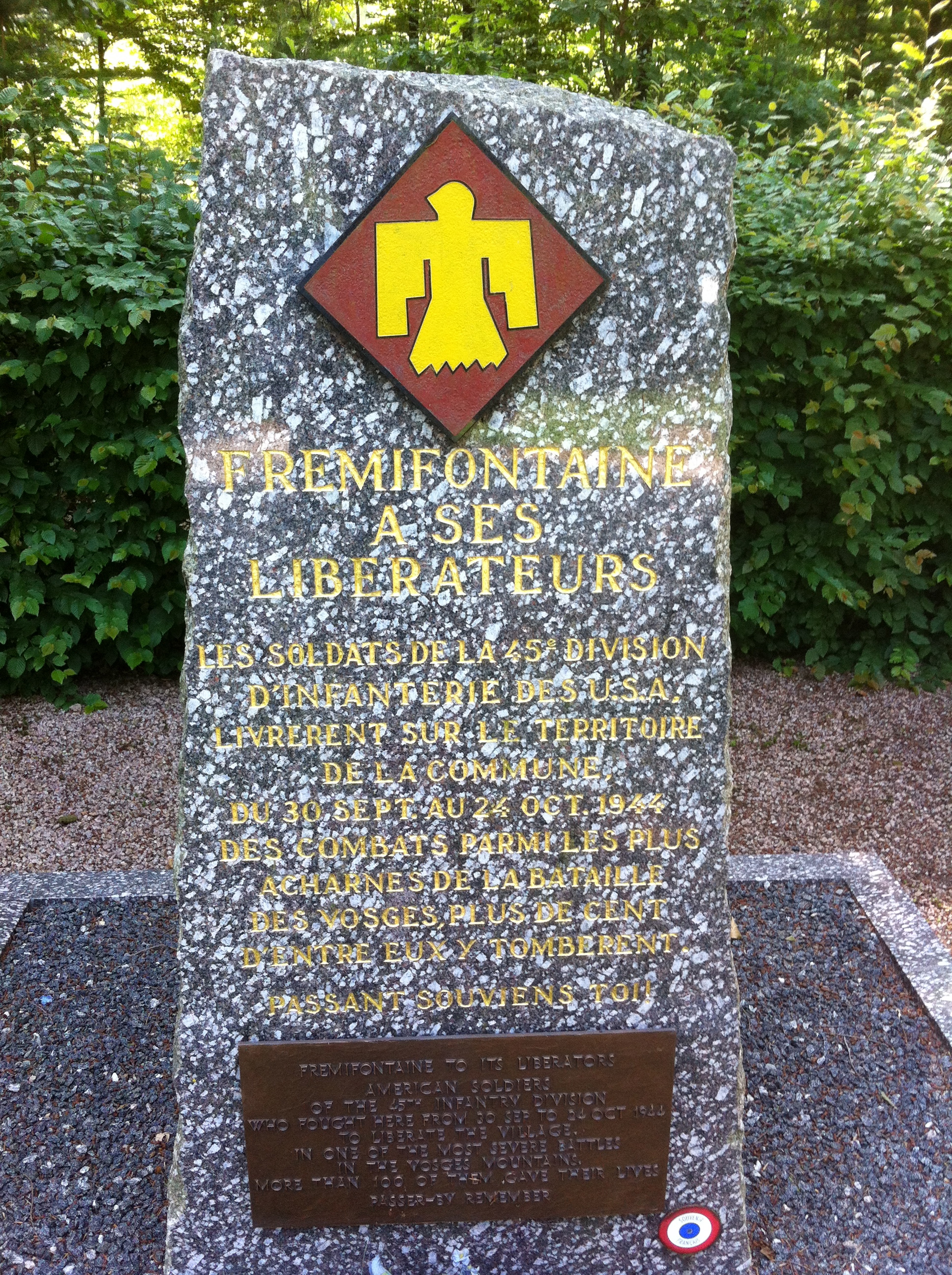
Monument 45e DIUS à Fremifontaine
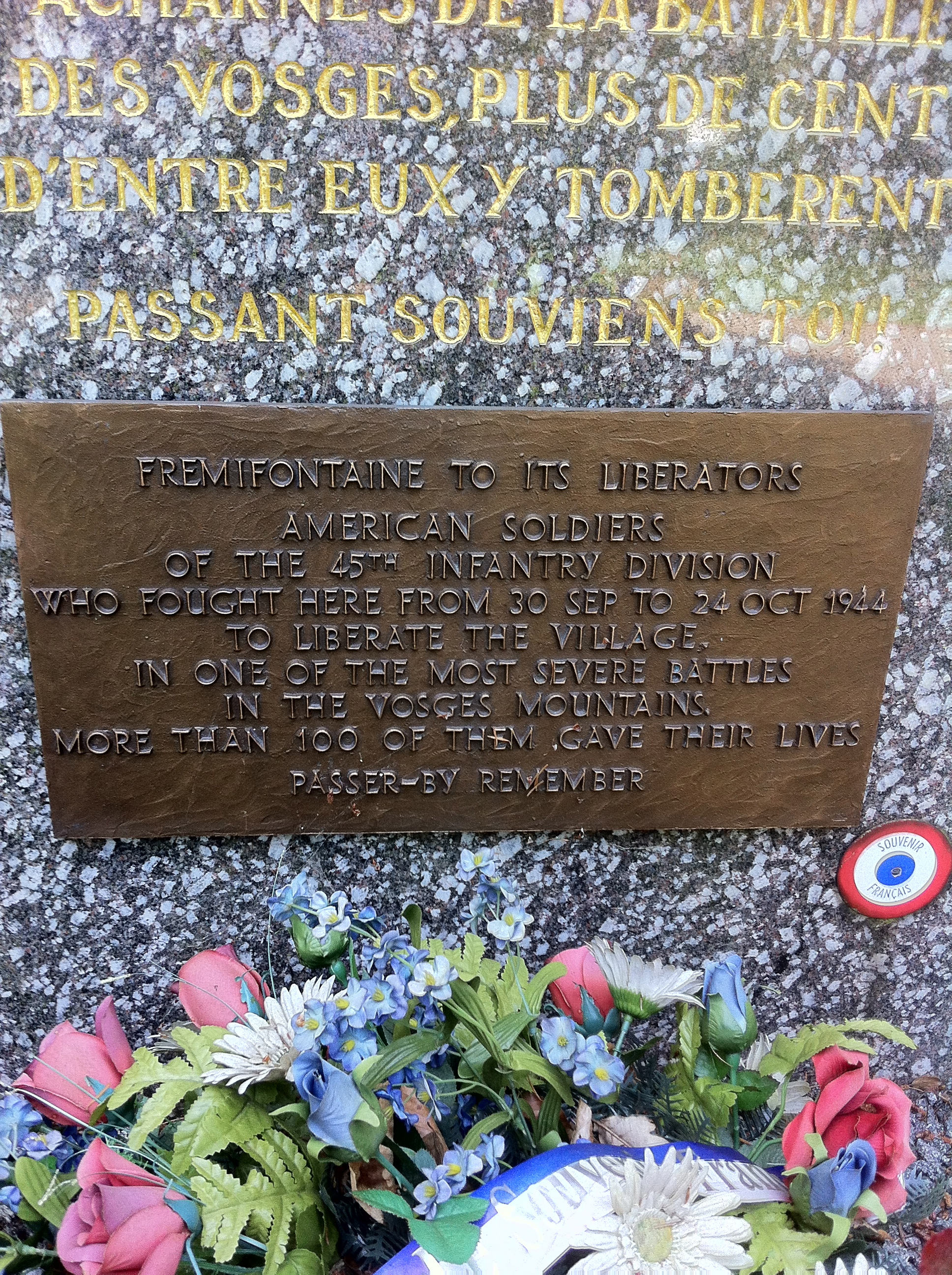
Plaque commémorant la 45e DIUS à Fremifontaine

### En français
- Stéphane Lavit, La 45e division d'infanterie américaine, Paris, Histoire et collections, 9 décembre 2015, 96 p. (ISBN 978-2-35250-457-3).

### En anglais
- (en) Rick Atkinson, The Day of Battle : The War in Sicily and Italy, 1943–1944 (The Liberation Trilogy), New York, Henry Holt and Company, 2007, 791 p. (ISBN 978-0-8050-6289-2 et 0-8050-6289-0).
- (en) Alan Axelrod, Patton : A Biography, Londres, Palgrave Macmillan, 2006, 205 p. (ISBN 978-1-4039-7139-5).
- (en) Martin Blumenson, United States Army in World War II : Mediterranean Theater of Operations : Salerno to Cassino, Washington, D.C., Department of the Army, 1999, 509 p. (ISBN 978-0-16-001884-8).
- (en) Douglas Botting et Ian Sayer, Hitler's Last General : The Case Against Wilhelm Mohnke, Londres, Bantam Books, 1989 (ISBN 0-593-01709-9).
- (en) Joseph Bykofsky et Harold Larson, The Technical Services—The Transportation Corps : Operations Overseas, Washington, DC, Center Of Military History, United States Army, 1990.
- (en) Brian Catchpole, The Korean War, Londres, Robinson Publishing, 2001, 386 p. (ISBN 978-1-84119-413-4).
- (en) Lloyd Clark, Anzio : Italy and the Battle for Rome – 1944, New York, Grove Press, 2007, 392 p. (ISBN 978-0-8021-4326-6).
- (en) Paul Collier, Second World War : Volume 4 The Mediterranean 1940–1945, Londres, Routledge, 2003 (ISBN 978-0-415-96848-5).
- (en) William Donnelly, Under Army Orders : The Army National Guard During the Korean War, College Station, Texas, Texas A&M University Press, 2001, 271 p. (ISBN 978-1-58544-117-4).
- (en) Richard E. Ecker, Battles of the Korean War : A Chronology, with Unit-by-Unit United States Casualty Figures & Medal of Honor Citations, Jefferson, Caroline du Nord, McFarland & Company, 2004, 207 p. (ISBN 978-0-7864-1980-7, lire en ligne).
- (en) Howard N. Garland et Albert N. Smyth, United States Army In World War II : The Mediterranean Theater of Operations : Sicily and the Surrender of Italy, Washington, D.C., United States Government Printing Office, 1965 (OCLC 396186).
- (en) David M. Kennedy, Freedom From Fear : The American People in Depression and War, 1929-1945, Oxford, RU, Oxford University Press, 2003, 528 p. (ISBN 978-0-19-516893-8).
- (en) John J. McGrath, The Brigade : A History : Its Organization and Employment in the U.S. Army, Fort Leavenworth, Kansas, Combat Studies Institute Press, 2004, 258 p. (ISBN 978-1-4404-4915-4).
- (en) Malcolm Jr. Muir, The Human Tradition in the World War II Era, Lanham, Maryland, SR Books, 2001, 285 p. (ISBN 978-0-8420-2786-1, lire en ligne).
- (en) Guy Nelson, Thunderbird : A History of the 45th Infantry Division, Oklahoma City, 45th Infantry Division Association, 1970.
- (en) Robert Perry, Uprising! : Woody Crumbo's Indian Art, Ada, Oklahoma, Chickasaw Press, 2009, 317 p. (ISBN 978-0-9797858-5-6).
- (en) John Pimlott, The Historical Atlas of World War II, New York, Henry Holt and Company, 1995, 224 p. (ISBN 978-0-8050-3929-0).
- (en) Ernie Pyle, Brave Men, New York, Henry Holt and Company, 1944.
- (en) Shelby Stanton, Order of Battle of the United States Army : World War II European Theater of Operations, Washington, D.C., Department of the Army, 1945 (ISBN 978-0-16-001967-8).
- (en) Richard W. Stewart, American Military History Volume II : The United States Army in a Global Era, 1917–2003, Washington, D.C., Department of the Army, 2005 (ISBN 978-0-16-072541-8).
- (en) Mark Stout et Harry Yeide, First to the Rhine : The 6th Army Group in World War II, New York, Zenith Press, 2007, 416 p. (ISBN 978-0-7603-3146-0).
- (en) Michael J. Varhola, Fire and Ice : The Korean War, 1950–1953, Mason City, Iowa, Da Capo Press, 2000, 334 p. (ISBN 978-1-882810-44-4).
- (en) Flint Whitlock, The Rock Of Anzio : From Sicily To Dachau, A History Of The U.S. 45th Infantry Division, New York, Basic Books, 2005, 496 p. (ISBN 978-0-8133-4301-3).
- (en) John B. Wilson, Armies, Corps, Divisions, and Separate Brigades, Washington, D.C., Department of the Army, 1999 (ISBN 978-0-16-049994-4).
- (en) John B. Wilson, Maneuver and Firepower : Divisions and Separate Brigades, Honolulu, Hawaii, University Press of the Pacific, 2001, 492 p. (ISBN 978-0-89875-498-8).
- (en) Gordon Russell Young, Army Almanac : A Book of Facts Concerning the Army of the United States, Washington, D.C., United States Government Printing Office, 1959 (ISBN 978-0-7581-3548-3).